# دنگ لیجوان
دنگ لیجوان (انگلیسی: Deng Lijuan؛ زادهٔ ۱۲ مهٔ ۲۰۰۰) سنگ‌نورد زن اهل چین است. وی از سال ۲۰۱۸ میلادی تاکنون مشغول فعالیت بوده است.